# Старо (Дмитровский городской округ)
Старо — деревня в Дмитровском районе Московской области, в составе Сельского поселения Габовское. Население — 28 чел. (2010). 

## География
Деревня расположена в южной части района, примерно в 18 км почти к югу от Дмитрова, на безымянном ручье бассейна Волгуши, высота центра над уровнем моря 198 м. Ближайшие населённые пункты — посёлок дома отдыха «Горки» на севере и Подгорное на западе.

## История
До 2006 года Старо входило в состав Каменского сельского округа.

## Население
| 2002 | 2006 | 2010 |
| ---- | ---- | ---- |
| 21   | →21  | ↗28  |

## Транспорт
Деревня находится возле МКАДа. Остановка общественного транспорта «Старо». Возле ЦКАД !